# Linea principale Hanshin
La  Linea principale Hanshin (阪神本線?, Hanshin-honsen) è una ferrovia delle Ferrovie Hanshin a scartamento normale che collega le stazioni di Umeda a Osaka e Sannomiya, a Kōbe passando per le grandi città periferiche fra le due (Amagasaki, Nishinomiya e Ashiya in particolare). 
La linea corre parallela alle linee JR Kōbe e Hankyū Kōbe, offrendo una delle tre soluzioni per muoversi da Osaka a Kobe, ed è la più meridionale delle tre, passando per le aree maggiormente abitate.

## Servizi

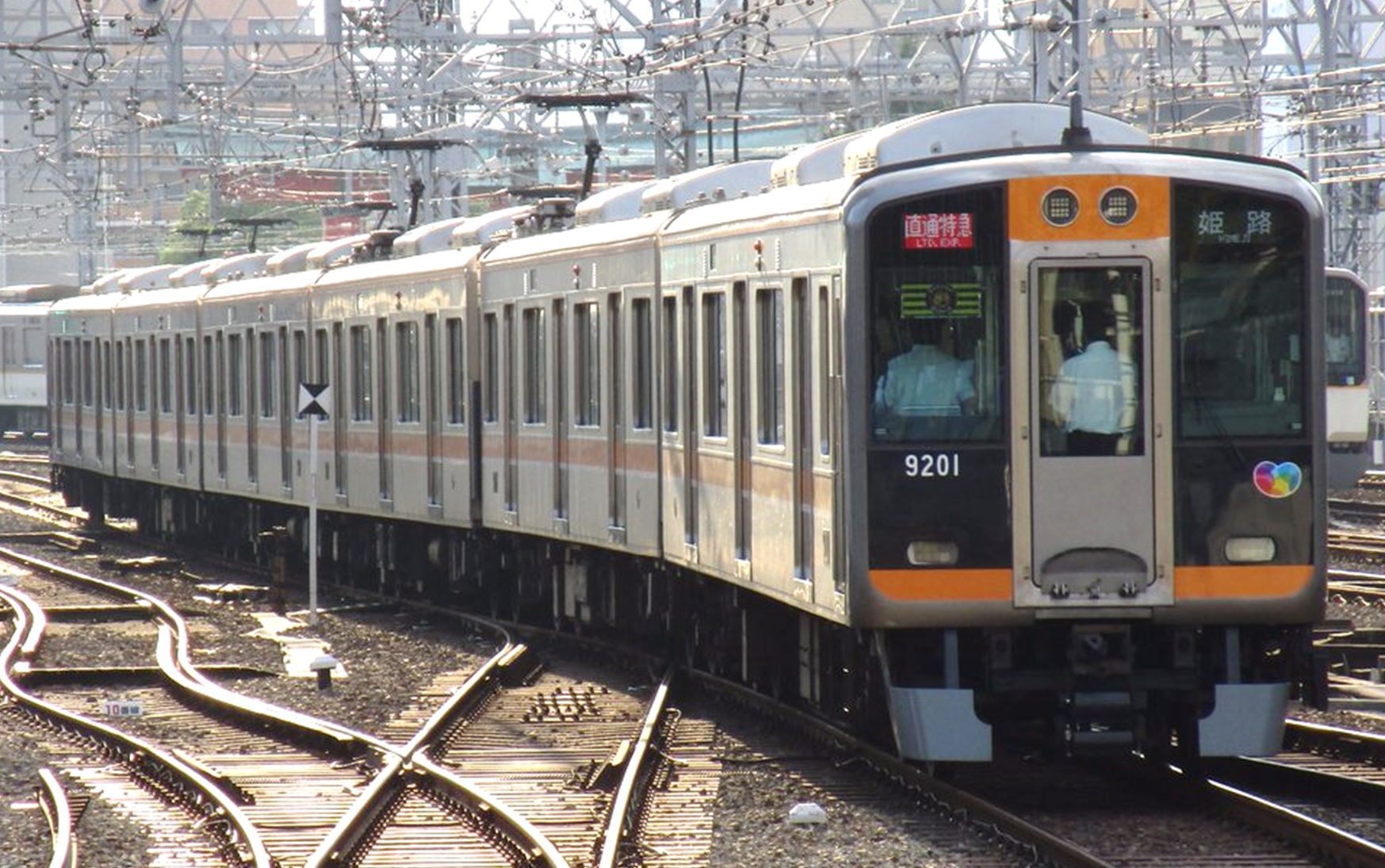
Treno della serie 9000

Alcuni treni percorrono la Linea Sanyō principale fino alla stazione di Sanyō Himeji a Himeji, Hyōgo oltre il terminale di Motomachi attraverso la linea Kobe Rapida.
La linea principale vede correre sui suoi binari otto tipologie di treni, fra i più numerosi su una singola linea nelle ferrovie giapponesi. Questo è in parte per armonizzare il carico di ogni treno diretto a Osaka la mattina un basso numero di carrozze e di binari (la linea è a doppio binario, senza quadruplicamenti). Con l'apertura della linea Hanshin Namba nel 2009 gli orari della linea principale sono stati rivisti.
Le abbreviazioni sono state fatte per questioni di praticità in questo articolo
Locale (普通?, Futsū) (L)
I treni fermano a tutte le stazioni, fino a Shinkaichi all'ora di punta e a Kōsoku Kōbe nelle ore di morbida.
Espresso (急行?, Kyūkō) (Ex)
O treni corrono fra Umeda e Nishinomiya o Umeda e Amagasaki.
Espresso Mattutino (区間急行?, Kukan Kyūkō) (Em)
I treni partono da Kōshien a Umeda la mattina dei giorni settimanali.
Espresso Rapido (快速急行?, Kaisoku Kyūkō) (Er)
I treni proseguono sulla linea Hanshin-Namba e quindi sulla linea Kintetsu-Nara. Fuori dall'ora di punta fermano anche a Mukogawa, e nei weekend e nelle vacanze pubbliche a Mukogawa e Imazu. Oltre ai treni di ritorno a Sannomiya ogni giorno, ci sono anche 3 treni da Shinkaichi diretti a Kintetsu Nara nei weekend e nelle festività.
Espresso limitato (特急?, Tokkyū) (El)
I treni arrivano a Sumaura-kōen durante il giorno e la notte dei giorni settimanali e durante le vacanze.
Espresso Limitato Diretto (直通特急?, Chokutsū Tokkyū) (Ed)
I treni sono operati fra Umeda e Sanyō Himeji. Quelli diretti a est per Umeda passano Koshien la mattina dei giorni settimanali.
Espresso limitato Mattutino (区間特急?, Kukan Tokkyū) (Lm)
Treni operati da Ogi a Umeda la mattina dei giorni settimanali.

## Stazioni
La linea principale, con 33 stazioni, è nota per l'"alta densità" di stazioni. Facendo un confronto, la stazione di Sannomiya è solo la sedicesima nella linea Hankyū Kobe da Umeda, e Motomachi è la quindicesima sulla linea JR Kobe da Osaka.
Per i collegamenti e le distanze vedi la linea sottostante.
- ●: Il treno ferma
- ◎: Solo alcuni treni fermano
- ▲: Fermata solo in una direzione

| Num              | Stazione                               | Giapponese            | L | Em | Ex                                 | Er                  | Lm | El                   | Ed                   | Collegamenti | Posizione        | Posizione        | Posizione                  |
| ---------------- | -------------------------------------- | --------------------- | - | -- | ---------------------------------- | ------------------- | --- | -------------------- | -------------------- | --- | ---------------- | ---------------- | -------------------------- |
| Linea principale |                                        |                       |   |    |                                    |                     | |                      |                      | |                  |                  |                            |
| HS 01            | Umeda                                  | 大阪梅田              | ● | ●  | ●                                  | Linea Hanshin Namba | ▲ | ●                    | ●                    | Linea Midōsuji Linea Tanimachi (Higashi-Umeda) Linea Yotsubashi (Nishi-Umeda) ● Linea Hankyū Kōbe ● Linea Hankyū Takarazuka ● Linea Hankyū Kyōto ■ Linea principale Tōkaidō (presso Ōsaka) - JR Kyōto - JR Kōbe - JR Takarazuka ■ Linea JR Tōzai (presso la Kitashinchi) | Kita-ku          | Kita-ku          | Osaka, Prefettura di Osaka |
| HS 02            | Fukushima                              | 福島                  | ● | ●  |                                    | Linea Hanshin Namba | |                      |                      | ■ Linea JR Tōzai (Shin-Fukushima) ● Linea Keihan Nakanoshima (Nakanoshima) | Fukushima-ku     | Fukushima-ku     | Osaka, Prefettura di Osaka |
| HS 03            | Noda                                   | 野田                  | ● | ●  | ●                                  | Linea Hanshin Namba | ▲ |                      |                      | Linea Sennichimae (Nodahanshin) ■ Linea JR Tōzai (Ebie) | Fukushima-ku     | Fukushima-ku     | Osaka, Prefettura di Osaka |
| HS 04            | Yodogawa                               | 淀川                  | ● |    |                                    | Linea Hanshin Namba | |                      |                      | | Fukushima-ku     | Fukushima-ku     | Osaka, Prefettura di Osaka |
| HS 05            | Himejima                               | 姫島                  | ● |    |                                    | Linea Hanshin Namba | |                      |                      | | Nishiyodogawa-ku | Nishiyodogawa-ku | Osaka, Prefettura di Osaka |
| HS 06            | Chibune                                | 千船                  | ● | ●  |                                    | Linea Hanshin Namba | |                      |                      | | Nishiyodogawa-ku | Nishiyodogawa-ku | Osaka, Prefettura di Osaka |
| HS 07            | Kuise                                  | 杭瀬                  | ● |    |                                    | Linea Hanshin Namba | |                      |                      | | Amagasaki        | Amagasaki        | Prefettura di Hyōgo        |
| HS 08            | Daimotsu                               | 大物                  | ● |    |                                    | Linea Hanshin Namba | |                      |                      | ● Linea Hanshin Namba | Amagasaki        | Amagasaki        | Prefettura di Hyōgo        |
| HS 09            | Amagasaki                              | 尼崎                  | ● | ●  | ●                                  | ●                   | | ●                    | ●                    | ● Linea Hanshin Namba | Amagasaki        | Amagasaki        | Prefettura di Hyōgo        |
| HS 10            | Deyashiki                              | 出屋敷                | ● |    |                                    |                     | |                      |                      | | Amagasaki        | Amagasaki        | Prefettura di Hyōgo        |
| HS 11            | Amagasaki Center Pool-mae              | 尼崎センター プール前 | ● |    |                                    |                     | |                      |                      | | Amagasaki        | Amagasaki        | Prefettura di Hyōgo        |
| HS 12            | Mukogawa                               | 武庫川                | ● | ●  | ●                                  | ◎                   | |                      |                      | ● Linea Hanshin Mukogawa | Amagasaki        | Amagasaki        | Prefettura di Hyōgo        |
| HS 13            | Naruo                                  | 鳴尾                  | ● | ●  |                                    |                     | |                      |                      | | Nishinomiya      | Nishinomiya      | Prefettura di Hyōgo        |
| HS 14            | Kōshien                                | 甲子園                | ● | ●  | ●                                  | ●                   | ▲ | ●                    | ◎                    | | Nishinomiya      | Nishinomiya      | Prefettura di Hyōgo        |
| HS 15            | Kusugawa                               | 久寿川                | ● |    |                                    |                     | |                      |                      | | Nishinomiya      | Nishinomiya      | Prefettura di Hyōgo        |
| HS 16            | Imazu                                  | 今津                  | ● | ●  | ◎                                  | ▲                   | |                      | ● Linea Hankyū Imazu | | Nishinomiya      | Nishinomiya      | Prefettura di Hyōgo        |
| HS 17            | Nishinomiya                            | 西宮                  | ● | ●  | ●                                  |                     | ● | ●                    |                      | | Nishinomiya      | Nishinomiya      | Prefettura di Hyōgo        |
| HS 18            | Kōroen                                 | 香櫨園                | ● |    |                                    | ▲                   | |                      |                      | | Nishinomiya      | Nishinomiya      | Prefettura di Hyōgo        |
| HS 19            | Uchide                                 | 打出                  | ● |    | ▲                                  |                     | |                      | Ashiya               | Ashiya |                  |                  | Prefettura di Hyōgo        |
| HS 20            | Ashiya                                 | 芦屋                  | ● | ●  | ▲                                  | ●                   | ● |                      | Ashiya               | Ashiya |                  |                  | Prefettura di Hyōgo        |
| HS 21            | Fukae                                  | 深江                  | ● |    | ▲                                  |                     | |                      | Higashinada-ku       | Kōbe |                  |                  | Prefettura di Hyōgo        |
| HS 22            | Ōgi                                    | 青木                  | ● |    | ▲                                  |                     | |                      | Higashinada-ku       | Kōbe |                  |                  | Prefettura di Hyōgo        |
| HS 23            | Uozaki                                 | 魚崎                  | ● | ●  |                                    | ●                   | ● | ● Linea Rokkō Island | Higashinada-ku       | Kōbe |                  |                  | Prefettura di Hyōgo        |
| HS 24            | Sumiyoshi                              | 住吉                  | ● |    |                                    |                     | |                      | Higashinada-ku       | Kōbe |                  |                  | Prefettura di Hyōgo        |
| HS 25            | Mikage                                 | 御影                  | ● |    | ●                                  | ●                   | |                      | Higashinada-ku       | Kōbe |                  |                  | Prefettura di Hyōgo        |
| HS 26            | Ishiyagawa                             | 石屋川                | ● |    |                                    |                     | |                      | Higashinada-ku       | Kōbe |                  |                  | Prefettura di Hyōgo        |
| HS 27            | Shinzaike                              | 新在家                | ● |    |                                    |                     | | Nada-ku              |                      | Kōbe |                  |                  | Prefettura di Hyōgo        |
| HS 28            | Ōishi                                  | 大石                  | ● |    |                                    |                     | | Nada-ku              |                      | Kōbe |                  |                  | Prefettura di Hyōgo        |
| HS 29            | Nishinada                              | 西灘                  | ● |    |                                    |                     | | Nada-ku              |                      | Kōbe |                  |                  | Prefettura di Hyōgo        |
| HS 30            | Iwaya (Museo d'arte prefett. di Hyogo) | 岩屋駅                | ● |    |                                    |                     | | Nada-ku              |                      | Kōbe |                  |                  | Prefettura di Hyōgo        |
| HS 31            | Kasuganomichi                          | 春日野道              | ● |    |                                    |                     | | Chūō-ku              |                      | Kōbe |                  |                  | Prefettura di Hyōgo        |
| HS 32            | Sannomiya                              | 神戸三宮              | ● | ●  | ●                                  | ●                   | Linea Kaigan (K01: Sannomiya-Hanadokeimae Linea Seishin-Yamate (S03) ● Linea Hankyu Kobe ● Linea Hankyū Kōbe Kōsoku ● Linea Port Island (P01) ■ Linea principale Tōkaidō (Linea JR Kōbe) | Chūō-ku              |                      | Kōbe |                  |                  | Prefettura di Hyōgo        |
| HS 33            | Motomachi                              | 元町                  | ● | ▲  | ●                                  | ●                   | ■Linea JR Kōbe Linea Kaigan (K02: Kyūkyoryūchi-Daimarumae) ● Linea Hanshin Kōbe Kōsoku                                                                                                   | Chūō-ku              |                      | Kōbe |                  |                  | Prefettura di Hyōgo        |
| Kōbe Kōsoku Line |                                        |                       |   |    |                                    |                     | |                      |                      | |                  |                  |                            |
| HS 34            | Nishi-Motomachi                        | 西元町                | ● |    |                                    | ▲                   | | ●                    | ◎                    | | Chūō-ku          | Chūō-ku          | Kōbe, Prefettura di Hyōgo  |
| HS 35            | Kōsoku Kōbe                            | 高速神戸              | ● | ▲  | ●                                  | ●                   | Linea Kaigan (K04: Harborland) Linea Hankyū Kōbe Kōsoku |                      |                      | | Chūō-ku          | Chūō-ku          | Kōbe, Prefettura di Hyōgo  |
| HS 36            | Shinkaichi                             | 新開地                | ● | ▲  | ●                                  | ●                   | Linea Shintetsu Kōbe Kōsoku | Hyōgo-ku             | Hyōgo-ku             | |                  |                  | Kōbe, Prefettura di Hyōgo  |
| HS 37            | Daikai                                 | 大開                  |   |    | ●                                  | ◎                   | | Hyōgo-ku             | Hyōgo-ku             | |                  |                  | Kōbe, Prefettura di Hyōgo  |
| HS 38            | Kōsoku Nagata                          | 高速長田              | ● | ●  | Linea Seishin-Yamate (K08: Nagata) | Nagata-ku           | Nagata-ku |                      |                      | |                  |                  | Kōbe, Prefettura di Hyōgo  |
| -                | Nishidai                               | 西代                  | ● | ◎  |                                    | Nagata-ku           | Nagata-ku |                      |                      | |                  |                  | Kōbe, Prefettura di Hyōgo  |